# Wolfgang Knaller
Wolfgang Knaller est un footballeur autrichien né le 9 octobre 1961 à Waiern, qui évoluait au poste de gardien de but à l'Admira Wacker et en équipe d'Autriche.

## Biographie
Knaller compte quatre sélections avec l'équipe d'Autriche entre 1991 et 1996.

## Carrière
- 1984-1987 : SV Spittal
- 1987-1996 : Admira Wacker
- 1997-2002 : FK Austria Vienne
- 2002-2004 : VfB Admira Wacker Mödling
- 2004-2006 : LASK Linz

## Palmarès

### En équipe nationale
- 4 sélections et 0 but avec l'équipe d'Autriche entre 1991 et 1996.